# غراتسانيتسا
غراتسانيتسا (بالبوسنوية: Gračanica)‏ هي بلدة وبلدية في شمال شرق البوسنة والهرسك، وتقع شرق دوبوي وشمال غرب توزلا.

## مناخ
متوسط درجة الحرارة خلال يناير هو 1.8 درجة مئوية (35.2 درجة فهرنهايت)، وخلال يوليو 23.3 درجة مئوية (73.9 درجة فهرنهايت).
تتساقط الثلوج في معظم الأحيان في يناير وفبراير ومارس (متوسط: 50 يوما في السنة)غراتسانيتسا هي منطقة مع نوع المناخ القاري.

## توأمة
لغراتسانيتسا اتفاقيات توأمة مع كل من:
- فورميا
- Fleury-les-Aubrais [الإنجليزية]‏

## أعلام
- برانكو سفيتكوفيتش